# Gerda von Bülow (Archäologin)
Gerda Ilse Betty von Bülow, seit 1986 auch Gerda Sommer von Bülow bzw. Gerda Sommer-von Bülow (* 16. September 1945 in Rostock) ist eine deutsche Archäologin mit Spezialisierung auf Provinzialrömische Archäologie und Spätantike.

## Leben
Gerda von Bülow ist die Tochter des Geologen Kurd von Bülow (1899–1971) und dessen Ehefrau Liselott, geb. Wendt (1906–1977). Gerda von Bülow besuchte den Altsprachenzweig an der Goethe-Oberschule in Rostock (Abitur 1964) und studierte von 1964 bis 1969 Klassische Archäologie, Klassische Altertumswissenschaften und Ur- und Frühgeschichte an der Humboldt-Universität zu Berlin. Ihre Lehrer waren u. a. Ludger Alscher (Klassische Archäologie) und Paul Grimm (Ur- und Frühgeschichte). 1972 wurde sie mit einem Thema zur Keramikproduktion in den Rhein-Donau-Provinzen promoviert. Vom 1. Juni 1972 bis zum 31. Dezember 1991 war sie als wissenschaftliche Mitarbeiterin am Zentralinstitut für Alte Geschichte und Archäologie (ZIAGA) der Akademie der Wissenschaften der DDR. Vom 2. Januar 1992 bis zu ihrer Emeritierung am 30. September 2010 war sie als wissenschaftliche Referentin an der Römisch-Germanischen Kommission des Deutschen Archäologischen Instituts (RGK des DAI) in Frankfurt am Main tätig.
1968 absolvierte sie als studentische Hilfskraft ein Praktikum auf der deutsch-bulgarischen Gemeinschaftsgrabung in dem spätrömischen Limeskastell Iatrus an der Donau. Bülow war ab 1970 Mitglied des deutschen Grabungsteams und leitete nach der Übernahme des Forschungsunternehmens durch die RGK von 1992 bis 2000 das Projekt. Außerdem war sie zeitweise an den deutsch-bulgarischen Gemeinschaftsgrabungen in der spätrömischen Straßenstation Carassura in Südbulgarien beteiligt.
Von 2004 bis 2012 war sie Leiterin des deutschen Teams bei den serbisch-deutschen Gemeinschaftsgrabungen im spätrömischen Kaiserpalast Romuliana bei Gamzigrad in Ostserbien.
Im Jahr 1986 heiratete sie in Halle/Saale den Germanisten Dietrich Sommer (1927–2008).

## Mitgliedschaften und Auszeichnungen
Bülow ist korrespondierendes Mitglied des Deutschen Archäologischen Instituts und gehört seit 1967 der Winckelmann-Gesellschaft Stendal an. Sie war zeitweise Mitglied des Saalburg-Förderkreises und ist Ehrenmitglied der Serbischen Archäologischen Gesellschaft. 1982 wurde sie zusammen mit der Forschungsgruppe Iatrus-Krivina mit der Leibniz-Medaille der Akademie der Wissenschaften der DDR ausgezeichnet.

## Veröffentlichungen (Auswahl)
- Studien zur Organisation des Töpfereigewerbes und zum Status der Töpfer in den römischen Rhein-Oberdonau-Provinzen im 3. und 4. Jh. u. Z. Dissertation Berlin 1972.
- Schätze aus Thrakien. Edition Leipzig, Leipzig 1985.
- mit Alexandra Milceva (Hrsg.): Der Limes an der unteren Donau von Diokletian bis Heraklios, Vorträge der internationalen Konferenz Svistov, BG 1.–5. September 1998. Verlag Nous, Sofia 1999, ISBN 954-90387-2-6.
- mit Rumen Ivanov: Thracia. Eine römische Provinz auf der Balkanhalbinsel. (Zaberns Bildbände zur Archäologie. Orbis Provinciarum). Zabern, Mainz 2008, ISBN 978-3-8053-2974-3.
- mit Heinrich Zabehlicky (Hrsg.): Bruckneudorf und Gamzigrad. Spätantike Paläste und Großvillen im Donau-Balkan-Raum. Akten des Internationalen Kolloquiums in Bruckneudorfvom 15. bis 18. Oktober 2008. Habelt, Bonn 2011, ISBN 978-3-7749-3748-2.
- (Hrsg.): Kontaktzone Balkan. Beiträge des internationalen Kolloquiums „Die Donau-Balkan-Region als Kontaktzone zwisch Ost-West und Nord-Süd“ vom 16. bis 18. Mai 2012 in Frankfurt am Main. (= Koll. zur Vor- und Frühgeschichte. Bd. 20). Habelt, Bonn 2015, ISBN 978-3-7749-3983-7.

### Zu Iatrus
- Zur wirtschaftlichen Situation des Kastells Iatrus im frühen 5. Jahrhundert. In: Klio. Band 63, 1981, S. 503–510.
- Funktionsbestimmung von archäologisch nachgewiesenen Bauwerken durch Vergleich und Analogieschluß. Zwei Horrea im spätantiken Limeskastell Iatrus. In: Wissenschaftliche Zeitschrift der Universität Rostock. Geisteswissenschaftliche Reihe. 37, 1988/2, S. 65–72.
- Die Architekturanlagen nördlich der via praetoria und der Principia (Objekte XVIII, XXIV, XXXI und XXXII). In: Iatus-Krivina. Band 4. Berlin 1991, ISBN 3-05-000572-6, S. 125–144 und 145–149.
- Das spätantike Kastell Iatrus am Unterdonau-Limes in Bulgarien. Stand und Probleme der Erforschung. In: Bericht der Römisch-Germanischen Kommission. Band 75, 1994, S. 5–22.
- Die Entwicklung des Siedlungsbildes von Iatrus in der Periode B/C. In: Iatrus-Krivina. Band 5 (= Studien zur Geschichte und Kultur der Antike. Band 17). Berlin 1995, ISBN 3-05-002020-2, S. 29–53.
- Die Siedlungsperiode D2 in Iatrus. In: Iatrus-Krivina. Band 5 (= Studien zur Geschichte und Kultur der Antike. Band 17). Berlin 1995, ISBN 3-05-002020-2, S. 61–66.
- Iatrus. Spätantikes Militärlager an der Jantramündung. 40 Jahre Deutsch-Bulgarische Gemeinschaftsgrabungen, 1958–1998. Römisch-Germanische Kommission des Deutschen Archäologischen Instituts, Frankfurt am Main 1998
- Grabungen in Iatrus (Provinz Moesia II, Nordbulgarien) zwischen 1992 und 2002. Eine vorläufige Bilanz. In: Zsolt Visy (Hrsg.): Limes XIX. Proceedings of the XIX International Congress of Roman Frontier Studies held in Pécs, Hungary, September 2003. University of Pécs, Pécs 2005, ISBN 963-642-053-X, S. 735–739.
- mit Burkhard Böttger, Sven Conrad u. a.: Iatrus-Krivina. Spätantike Befestigung und frühmittelalterliche Siedlung an der unteren Donau. Band 6: Ergebnisse der Ausgrabungen 1992–2000. Verlag Philipp von Zabern, Mainz 2007, ISBN 978-3-8053-3859-2.
- The Fort of Iatrus in Moesia Secunda: Observations in the Late Roman Defensive System on the Lower Danube (Fourth-Sixth Centuries AD). In: Andrew G. Poulter (Hrsg.): The transition to late antiquity on the Danube and beyond (= Proceedings of the British Academy. Band 141). Oxford University Press 2007, ISBN 978-0-19-726402-7, S. 459–478.
- mit Klaus Wachtel: Zur Geschichte der Grabung Iatrus – Krivina. In: Limes XXII. Proceedings of the 22nd International Congress of Roman Frontier Studies Ruse 2012. Sofia 2015, S. 203–215.

### Zu Romuliana / Gamzigrad
- Neue Untersuchungen im Palast des Kaisers Galerius – Felix Romuliana (Gamzigrad). In: Ulrich Brandl, Miloje Vasić (Hrsg.): Roms Erbe auf dem Balkan. Spätantike Kaiservillen und Stadtanlagen in Serbien. Verlag Philipp von Zabern, Mainz 2007, ISBN 978-3-8053-3760-1, S. 54–57.
- mit Ulrike Wulf-Rheidt, T. Schüler, M. Opelt, G. Breitner: Das deutsch-serbische Gemeinschaftsprojekt „Romuliana-Gamzigrad“. Bericht über die Arbeitskampagnen 2004 bis 2007. In: Germania 87, 1, 2009, S. 105–171.
- Überlegungen zur Standortwahl für den tetrarchischen Kaiserpalast Romuliana-Gamzigrad (Serbien). In: F. Arnold et al. (Hrsg.), Orte der Herrschaft. Charakteristika von antiken Machtzentren. Menschen – Kulturen – Traditionen. Studien aus den Forschungsclustern des Deutschen Archäologischen Instituts Bd. 3. Rahden / Westf. 2012, 41–48. ISBN 978-3-86757-383-2.
- Ungewöhnliche Grabungsbefunde im Umfeld des spätrömischen Kaiserpalastes Romuliana-Gamzigrad (Ostserbien). In: A. Panaite et al. (Hrsg.), Moesica and Christiana. Studies in Honour of Professor Alexandru Barnea, Braila 2016, S. 505–521. ISBN 978-606-654-181-7.
- The two defensiv systems of the late Roman Imperial Palace of  Romuliana-Gamzigrad (Dacia ripensis). In: R. Frederiksen et al. (Hrsg.), Focus on fortifications: new research on fortifications in the ancient Mediterranean and the Near Est. Monographs of the Danish Institute at Athens vol. 18. Oxford 2016, S. 294–304.
- Der Galeriusbogen in Thessaloniki und die Palastanlage von Gamzigrad als Medium tetrarchischer Herrschaftsideologie. In: Das Altertum 62, 2017, S. 17–32.
- mit Sofija Petković (Hrsg.): Ergebnisse der deutsch-serbischen Forschungen im Umfeld des Palastes Romuliana (= Römisch-germanische Forschungen Band 75). Reichert, Wiesbaden 2020, ISBN 978-3-95490-477-8.
- Die Bedeutung des Siedlungsplatzes Gamzigrad für das Sicherheitssystem der Provinz Dacia ripensis. In: Limes XXIIII. Proceedings of the 24 th International Congress of Roman Frontier Studies, Belgrade – Viminacium, Serbia, 2nd September − 9th september 2018. Belgrad 2023, Band 1, S. 293ff.
- Eine neu entdeckte villa im Umfeld des Palastes Romuliana-Gamzigrad. In: S. Ferjancic, O. Pelcer, M. Horster (Hrsg.), Gedenkschrift für Miroslava Mirkoviċ (im Druck 2023).